# Никола Дръдалов
Никола Мануилов (Маноилов) Дръдалов или Дръделов, известен като Колето Хвъркатия, е български революционер, деец на Вътрешната македоно-одринска революционна организация.

## Биография
Роден около 1870 година в разложкото село Баня, тогава в Османската империя, днес в България. Присъединява се към ВМОРО и действа като куриер на Организацията. В 1902 година участва в пренасянето на парите от откупа за мис Елън Стоун заедно със Саве Говедаров, Иван Груев, Христо Николов Бояджиев, Симеон Драговчев и войводите Яне Сандански и Симеон Молеров до Белица. Става четник на ВМОРО и през Илинденско-Преображенското въстание през лятото на 1903 година се сражава с османците при Белица и Семково.
Умира след 1943 година.